# Хиценко, Иван Иванович
Ива́н Ива́нович Хице́нко (18 марта 1922 — 15 января 1945) — участник Великой Отечественной войны, командир танка ИС-2 30-й отдельной гвардейской тяжёлой танковой бригады, гвардии лейтенант, Герой Советского Союза.
Гвардии лейтенант И. И. Хиценко участвовал в прорыве обороны противника в районе города Ружан (Польша). 15 января 1945 года экипаж вступил в неравную схватку с 10-ю танками противника, 5 из которых подбил. В этом бою отважный танкист погиб.

## Биография
Родился 18 марта 1922 года в селе Славгород (ныне Краснопольского района Сумской области Украины) в семье служащего. Украинец. В 1939 году окончил 10 классов. В 1940 году поступил в Краснопольскую школу физкультурников.
В РККА с 1941 года. В 1942 году окончил Харьковское танковое училище.
Участник Великой Отечественной войны с декабря 1942 года. Воевал на Ленинградском и 2-м Белорусском фронтах. Член ВКП(б) с 1944 года.

### Последний бой
В ходе обороны Наревского плацдарма отличился экипаж тяжёлого танка ИС-2 под командованием гвардии лейтенанта Ивана Хиценко. По воспоминаниям начальника политотдела 30-й гвардейской танковой бригады полковника танковых войск Ф. К. Румянцева:

Двое суток шли бои в районе Наревского плацдарма. Наш сосед справа поотстал, обнажив правый фланг бригады. Гитлеровцы ударили по нему бронированным кулаком из танков. Ничего подобного мне ещё не приходилось видеть. С обеих сторон — неистовые лавины огня и металла. Кто кого одолеет? В этот критический момент боя взвод лейтенанта Ивана Хиценко получил приказ, во что бы то ни стало удержать оборону на правом фланге. Командир танка Иван Хиценко принял решение атаковать головной танк врага. Вот «Тигр» разворачивает башню, вот уже из смотровой щели Хиценко видит зияющее жерло пушки, нащупывающей цель. Всё это совершается в доли секунды. Теперь только не упустить мгновение. Сейчас противник выстрелит… Но Хиценко уже успел увернуться, и бронебойный снаряд лишь касательно задел его машину. Теперь «Тигр» подставил бок под дуло пушки советского танка. И тут же выстрел без промаха.
Воспользовавшись секундной растерянностью гитлеровцев, танк успевает послать ещё несколько снарядов. Загорается уже третий фашистский танк. Хиценко, несмотря на яростный огонь противника, выходит во фланг колонне гитлеровцев и таранит замыкающую машину. «Тигр» замер, чуть развернулся на шоссе и запылал. Через несколько секунд охвачены огнём ещё два вражеских танка. Те, кто видел этот удивительный бой, не могли не восхищаться поразительной быстротой, необычайной находчивостью и храбростью, волей к победе, которые проявлял командир танкового взвода Хиценко. Однако фашисты успели пристреляться к командирскому танку. Вокруг него все уже смыкался огненный круг артиллерийских разрывов. Несколько снарядов один за другим попали в ИС-2. И вдруг загоревшийся танк, уже списанный врагом в расход, ожил. Его, замершая было, башня поворачивается, а орудие открывает огонь. Горящий ИС-2 бьёт без промаха ещё в один «Тигр», потом в другой. Фашистские танки замирают навсегда, окутанные дымом.
Это были последние выстрелы отважного экипажа. Все они — командир танка Иван Хиценко, командир орудия старшина Пётр Баков, заряжающий старший сержант Иван Щербак и механик-водитель младший лейтенант Василий Борисов — сгорели заживо. Но гитлеровцы не прорвались на правом фланге. За этот подвиг командир танка Иван Хиценко был удостоен звания Героя Советского Союза.

В воспоминаниях Ф. К. Румянцева имеется несоответствие по количеству уничтоженных танков, которые могут быть объяснены наличием разных методик подсчёта уничтоженных машин (например, полностью сгоревшие и не подлежащие восстановлению; или: выведенные из строя, но без существенных повреждений). Также доподлинно неизвестно, с какими типами немецких танков на самом деле был бой, так как зачастую любой немецкий танк в донесениях того времени (и в послевоенных мемуарах) шаблонно именовали «Тигром», а любую немецкую самоходку шаблонно называли «Фердинандом».
Похоронен в братской могиле в городе Цеханув Цеханувского воеводства (Польша).

## Награды
- Медаль «Золотая Звезда» Героя Советского Союза (29 июня 1945, посмертно);
- орден Ленина (29 июня 1945, посмертно);
- орден Красной Звезды (23 июня 1944);
- медаль «За отвагу» (19 августа 1943);
- медаль «За оборону Ленинграда» (22 декабря 1942).

## Память
Именем И. И. Хиценко названа улица в селе Славгороде. В сельской школе установлена мемориальная доска с надписью: «В этом классе учился Герой Советского Союза Иван Иванович Хиценко». В Сумском областном краеведческом музее имеются материалы, рассказывающие о подвиге танкиста.

## Семья
Мать — Прасковия Андреевна Хиценко, проживала в селе Славгород Краснопольского района Сумской области.